# Asociación Española para la Ordenación del Medio Ambiente
Asociación Española para la Ordenación del Medio Ambiente (AEORMA), organización ecologista creada en España en 1970.

## Orígenes
AEORMA presentaba un planteamiento acorde con las corrientes del ecologismo contemporáneo europeo. La intención inicial de la asociación fue la de plantear los problemas del medio ambiente desde una perspectiva pluridisciplinar. 
Entre los fundadores de AEORMA estaban el abogado ambientalista Carlos Carrasco-Muñoz de Vera, el geógrafo Eduardo Martínez de Pisón, el arquitecto paisajista Leandro Silva Delgado o el biólogo Javier Castroviejo. Otros de sus miembros originarios fueron el economista Ramón Tamames, el sociólogo José Vidal-Beneyto, el jurista Eduardo García de Enterría, el científico Faustino Cordón, el arquitecto Javier Carvajal o el filósofo José Luis Aranguren.
La asociación AEORMA quedó registrada legalmente en 1970, con el abogado Carlos Carrasco como Secretario General.

## Objetivos
Los objetivos de AEORMA se resumían en cinco aspectos: creación de una conciencia pública sobre la necesidad de la ordenación del territorio; estudio de los principales problemas medioambientales e investigación de medidas de corrección; creación y promoción de un centro universitario de especialización sobre el estudio del paisaje; elaboración de informes, dictámenes y planes de ordenación; y colaboración con los organismos competentes para la resolución de problemas.
No

## Actividad
Una de las primeras acciones de AEORMA fue la llevada a cabo en 1971 en la Sierra de Ancares (Lugo) con el objetivo de denunciar el riesgo de extinción en el que se encontraban algunas especies de fauna ibérica que en esa época eran consideradas como especies cinegéticas. Carlos Carrasco, Eduardo Martínez de Pisón y Javier Castroviejo, miembros activos de AEORMA que estaban realizando estudios sobre la reserva natural, espantaron un urogallo que pretendía cazar Manuel Fraga, el entonces Ministro de Información y Turismo del gobierno franquista. Al día siguiente, el estudiante de ingeniería de montes Fernando Palacios, que aún permanecía en la zona, fue detenido por la Guardia Civil. 
En 1972 AEORMA propuso la elaboración de una Ley del Paisaje, y en 1973 la iniciativa de una Ley General de Conservación de la Naturaleza.
En junio de 1974 la junta general de AEORMA se llevó a cabo en Benidorm (Alicante). En dicha asamblea se redactó lo que se conoce como el Manifiesto de Benidorm. A partir de ese momento AEORMA se convierte en una organización más amplia y de mayor actividad militante.
El Manifiesto de Benidorm, entre otras cosas, reclamaba unos principios básicos. Estos eran:
- La actividad industrial ha de estar presidida siempre por el servicio a la comunidad y no por la obtención de lucro a costa del expolio de nuestros recursos naturales y la destrucción del medio ambiente.
- El Estado está obligado a inventariar exhaustivamente los recursos naturales de la nación y a planear estricta y racionalmente su utilización.
- Se asegurarán, mediante el planeamiento físico, las condiciones objetivas ambientales idóneas para el desarrollo integral de la persona y para el descanso y estabilidad psíquica de la población, sistemáticamente agredida en este momento.

En la asamblea de Benidorm se formalizó el  Consejo de Administración de AEORMA, que daba entrada a la inclusión de representantes de partidos políticos democráticos en la clandestinidad, aunque la actividad de AEORMA seguiría siendo diseñada y dirigida por militantes ecologistas. Formaron parte de este Consejo de Administración personas vinculadas a las fuerzas de la oposición política como Leopoldo Torres Boursault, José María Gil-Robles, Donato Fuejo, Armando López Salinas, Enrique Barón y Pablo Castellano.
Después de la asamblea de Benidorm la actividad de AEORMA se encaminó a impedir los planes de nuclearización que en esos momentos afectaban a diversas zonas del Estado español. A la dirección de las campañas antinucleares de AEORMA se incorporaron el sociólogo Mario Gaviria, el economista José Manuel Naredo o el ingeniero Pedro Costa Morata.
El 14 de mayo de 1975 AEORMA convocó una mesa redonda en León para informar a los alcaldes de la comarca de Valencia de Don Juan sobre el proyecto de instalación de una central nuclear a orillas del río Esla. El acto fue prohibido por el gobernador civil de León y Carlos Carrasco, secretario general de AEORMA, pasó dos días en prisión. Este hecho provocó protestas solidarias y disturbios que acabaron con multas y detenciones de miembros del CCAN (Club Cultural y de Amigos de la Naturaleza de León).
Ese año 1975 la junta de AEORMA se celebró en La Coruña y allí se redactó un manifiesto en el que se pedía al Gobierno de España:
- La implantación de los estudios de evaluación de impacto ambiental.
- La instauración del delito ecológico.
- Un nuevo norte social, sólo cuantificable en términos de bienestar social generalizado en todas las áreas geográficas del país.

A partir de esos momentos se empezaron a crear delegaciones regionales de AEORMA: la delegación Vasco-Navarra con la implicación del economista José Allende Landa, del abogado José Ramón Recalde o del perito industrial Patxi Aldabaldetreku; AEORMA-País Valencià encabezada por los sociólogos Josep Vicent Marqués y Damià Mollà, el arquitecto Just Ramírez y el ingeniero Guillermo Pons; la delegación del Sureste en Murcia con Pedro Guerrero, el actor Paco Rabal o la colaboración del catedrático de física Juan Muñoz Domínguez; AEORMA-Cuenca del Duero con el abogado urbanista José Gimeno, el ingeniero químico Fernando Fernández-Polanco y activistas como Erika Börn, Ricardo Armbruster, Rafael Álvarez-Taladriz o Luis Castro Berrojo; la delegación Centro en Madrid con el historiador Juan Ignacio Sáenz-Díez, el paisajista Luis Bartolomé Marcos, el ingeniero Antonio Estevan y el geógrafo Joaquín Araújo; o AEORMA-Aragón con dirigentes como Carlos Camo o la vinculación de Florencio Repollés y otros miembros de la asociación DEIBA (Asociación para la Defensa de los Intereses del Bajo Aragón).
Las luchas contra la construcción de las centrales nucleares de Ascó y L'Ametlla de Mar vincularon a AEORMA a líderes antinucleares de Tarragona como Miquel Redorat, Joan Carranza o Enric Rebull. Por su parte, el inicio de las movilizaciones en Extremadura contra el proyecto de instalación de la central nuclear de Valdecaballeros fueron lideradas por el agricultor Juan Serna, en coordinación con miembros de AEORMA como José Manuel Naredo y Mario Gaviria.
En junio de 1976, en el transcurso de la asamblea de AEORMA celebrada en Valladolid se pidió el cese del secretario general Carlos Carrasco. Esta asamblea supuso de hecho la ruptura de AEORMA y el abandono de buena parte de su militancia.
Algunos activistas de AEORMA, junto a exmiembros de la Asociación para la Defensa de la Naturaleza WWF/Adena y de la Sociedad Española de Ornitología (SEO), contribuyeron en octubre de 1976 a la creación de una nueva organización ecologista en Madrid: AEPDEN (Asociación de Estudios y Protección de la Naturaleza), germen de la posterior AEDENAT en 1985 e integrada en Ecologistas en Acción en 1998.
Por su parte, algunas secciones regionales de AEORMA continuaron su actividad hasta 1979. Es el caso de las delegaciones de Aragón y la del Duero. AEORMA-Cuenca del Duero promovió en esos años campañas antinucleares y ecologistas en estrecha colaboración con el Instituto Regional Castellano-Leonés y con otros colectivos de la región integrados en la Coordinadora Estatal Antinuclear (CEAN).